# Приключения Гомера Прайса
Приключе́ния Гоме́ра Пра́йса (англ. Homer Price) — название дилогии детских книг, написанной Робертом Макклоски. Книга «Приключения Гомера Прайса» была опубликована в 1943 году, а «Сентербергские сказки» (англ. Centerburg Tales) — в 1951-м.

## Персонажи
Гомер живёт в вымышленном городе Сентерберг (Centerburg), штат Огайо (хотя город с таким названием действительно существует в Центральном Огайо). Это славный мальчуган, который занимается сборкой радиоприёмников, а ещё он постоянно ввязывается в целые серии захватывающих приключений. Он подрабатывает случайными заработками, такими как сгребание опавших листьев, подметание пола в закусочной или ближайшей парикмахерской. Его основная задача — помогать в бизнесе своему отцу, чем Гомер и занимается.
Джеймс Догерти (англ. James Dougherty) сказал о Гомере Прайсе: 
«это Америка смеётся над собой: широко и добродушно, без горечи или снобизма».
(«It is America laughing at itself with a broad and genial humanity, without bitterness or sourness or sophistication.»)
Среди мужской части жителей Сентерберга распространены имена персонажей древнегреческих мифов: «дедушка Геркулес», «дядя Улисс», «дядя Телемах» и, конечно, сам Гомер.
Афроамериканские персонажи, появляющиеся в книгах, положительно изображаются как простые граждане. Во время празднования столетия со дня основания Сентерберга музыку обеспечивает хор из Африканской баптистской Церкви; темнокожего мальчика Руперта Блека, который находит бриллиантовый браслет в пончике, иллюстратор изобразил носящим явно потрёпанную и залатанную одежду.

## Главы

### Приключения Гомера Прайса[2]и Сентербергские сказки
1. «Зудёсный чапах».
2. Супер-дупер.
3. Пончиковый автомат
4. Волшебный клубок.
5. Сентербергский мышелов.
6. Сорок фунтов съедобных грибов.
7. Чёртова дюжина.
8. «Иещёболее»
9. «Режьте билеты».

В советское издание («Приключения Гомера Прайса» 1969 год) не вошли главы:
1. «Дедушка Геркулес»
2. «Пирог и пунш, а ты-знаешь-что»

 Только один дедушка Геркулес и его байки о золотодобыче чего стоят.

## Критика
Город Сентерберг Роберт Макклоски спрятал так, чтобы неспокойная мировая политика не нарушала безмятежного течения жизни. Он населил Сентерберг добрыми чудаками, шустрыми детьми, порядочными гражданами и сообразительными подростками. На дворе 1942 год, а жителям Сентерберга всё нипочём. Они пекут пончики, собираются в кафе потолковать о жизни, вспомнить молодость.
Каждый житель Сентерберга хоть раз да попадёт в какую-нибудь нестрашную историю. Из которой Гомер на пару с лучшим другом Фредди, мальчиком спокойным, обычно находит нескучный выход. У него интереснейшая жизнь, идеальное детство и исключительная родня.

## Кино- и телевизионные адаптации
1. «Пончики», короткометражный фильм, 1963, студия Уэстон-Вудс (англ. Weston Woods Studios).
2. «Дело о космических комиксах», короткометражный фильм, 1976, та же студия.
3. «Гомер и дурацкая пончиковая машина», англ. ABC Weekend Special эпизод, 1977, англ. ABC Circle Films.